# وزارة التربية (الكويت)
وزارة التربية الكويتيّة هي إحدى الهيئات الحكوميّة في دولة الكويت، الوزير الحالي هو جلال عبدالمحسن الطبطبائي.

## نبذة عن وزارة التربية

### مرحلة التعليم النظامي
بدأت وزارة التربية مرحلة التعليم النظامي عبر افتتاحها المدرسة المباركية في 22 ديسمبر 1911، وسميت بالمباركية نسبة إلى الشيخ مبارك الصباح  وتعد أول مدرسة نظامية في تاريخ الكويت ، وأول مدير لها هو الشيخ يوسف بن عيسى القناعي ، وقد قامت المدرسة منذ تأسيسها على مساهمات المواطنين من تبرعات بالإضافة إلى رسوم تسجيل الطلبة، حتى قام مجلس المعارف (وزارة التربية حالياً) بضمها عام 1936 لتصبح تحت إدارة الحكومة، واستمر التدريس فيها حتى عام 1985 حيث استخدم مبنى المدرسة لإنشاء المكتبة المركزية في الكويت.
ثم أنشئت المدرسة الأحمدية عام 1921 والتي كانت امتداداً للإنجازات التي تمت في المدرسة المباركية، كما كان إنجازها لاستيعاب عدد الدارسين الجدد، كما ضمت مناهج المدرسة العلوم الحديثة واللغة الإنجليزية التي قوبلت بالرفض في المدرسة المباركية. وفي هذه الفترة طرأت تغييرات كثيرة على التعليم بالكويت، فقد افتتحت أول مدرسة تدرس الإنجليزية وهي مدرسة الإرسالية الأمريكية (عام 1917) كما تم افتتاح أول مكتبة وهي بيت علي العامر.

### التطور التربوي في الكويت
لقد دشنت وزارة التربية في الكويت عملية تطوير التعليم من خلال عدة خطوات أساسية، وهي تشمل:
1. زيادة أعداد المدارس:
  - تم إنشاء العديد من المدارس لتلبية احتياجات الطلاب والطالبات المتزايدة، مما أدى إلى دعم التعليم الأساسي والثانوي في البلاد.
2. زيادة عدد الطلاب والطالبات:
  - شهدت الكويت زيادة كبيرة في عدد الطلاب والطالبات المسجلين في المؤسسات التعليمية، مما يعكس الاهتمام بالتعليم كأحد أولويات الدولة.
3. التوسع في البعثات الطلابية:
  - قامت وزارة التربية بتوسيع برنامج البعثات الدراسية إلى الخارج، ما وفر فرصًا للطلاب الكويتيين لمتابعة التعليم العالي في مؤسسات مرموقة.
4. تطوير المباني والتجهيزات المدرسية:
  - تم تحديث المرافق المدرسية والتجهيزات التعليمية لتوفير بيئة تعليمية مناسبة تدعم التعلم الفعّال.
5. تغيير هياكل الإدارة التربوية:
  - تم إجراء تغييرات في الهياكل التنظيمية للإدارة التربوية، مما أدى إلى ظهور إدارات متعددة تهدف إلى تحسين الأداء التعليمي والإداري.
6. ظهور المناطق التعليمية:
  - يعتبر تفويض المسؤوليات إلى المناطق التعليمية تحولًا كبيرًا نحو اللامركزية في الإدارة التربوية، حيث تسهم كل منطقة في تطوير وتحسين التعليم في نطاقها.
7. استكمال السلم التعليمي الأكاديمي:
  - تم استكمال نظام التعليم العالي بإنشاء جامعة الكويت، مما ساهم في توفير التعليم الأكاديمي للأفراد وتلبية احتياجات سوق العمل.[4]

### اتجاه التطور في النوعية
لقد برز التطور في العديد من الجوانب النوعية، منها:
- الأهداف التربوية: تطوير الأهداف التربوية العامة والخاصة لتلبية احتياجات المجتمع ومتطلبات العصر.
- التخطيط التعليمي: تحسين عمليات التخطيط التعليمي لضمان تحقيق الأهداف التعليمية المرجوة.
- تطوير المناهج: تحديث المناهج الدراسية بما يتناسب مع التطورات العلمية والتكنولوجية بالإضافة إلى احتياجات الطلاب.
- أنواع التعليم: تنويع أساليب ووأساليب التعليم لمواكبة الاتجاهات العالمية.
- تحديث الكتب المدرسية: مراجعة وتحديث الكتب المدرسية لضمان ملاءمتها للأهداف والمحتويات التعليمية الحديثة.
- إعداد المعلمين: التركيز على تطوير مهارات المعلمين من خلال برامج التدريب المستمر وورش العمل.
- الخدمات التربوية: توسيع الخدمات التي تدعم العملية التعليمية، مثل استحداث المكتبات الحديثة وتحسين خدمات النقل.[5]